# Celestino Marcó
Celestino I. Marcó (Gualeguay, 1864 - Buenos Aires, 18 de mayo de 1940) fue un político argentino, que se desempeñó como Gobernador de la Provincia de Entre Ríos y Ministro de Justicia e Instrucción Pública de su país.

## Biografía política
Nacido en la ciudad de Gualeguay, Celestino Marcó fue uno de los fundadores de la Unión Cívica Radical de Entre Ríos y del primer Centro de la Juventud Radical en la provincia; siendo uno de los dirigentes más destacados de su ciudad natal.
En 1912 fue candidato a diputado nacional, siendo derrotado por el fraude electoral. Dos años más tarde, sancionada ya la Ley Sáenz Peña de sufragio universal y secreto, y adoptada la misma a nivel provincial, fue elegido diputado nacional; desempeñándose como Vicepresidente 2° de esa Cámara entre el 01 de mayo de 1915 y el 25 de abril de 1916; y luego como Vicepresidente 1°, entre el 26 de abril de 1917 y el 09 de abril de 1918.
En las elecciones de gobernador de la Provincia de Entre Ríos de junio de 1918, Marcó encabezó la fórmula del radicalismo entrerriano acompañado como vice por Emilio Mihura; siendo elegido por 27.123 votos frente a los 25.602 del Partido Demócrata Progresista.
Su gestión estuvo orientada a la promoción social de las clases medias y bajas, sancionando leyes de jubilaciones y pensiones y de protección al trabajo. Organizó el Archivo y el Registro de la Propiedad de la provincia. Proyectó la reforma de la constitución provincial, aunque no tuvo éxito. Sancionó un nuevo Código de Procedimientos en lo Civil y Comercial, publicó ampliamente sus actos de gestión y las leyes provinciales, Creó varios juzgados y el Cuerpo de Bomberos. También luchó contra lo que llamaba "inmoralidades", controlando el juego ilegal y persiguiendo el alcoholismo y la prostitución.

## Ministerio de Instrucción Pública y actuaciones posteriores
Terminando su gobierno, el presidente Alvear lo nombra ministro de Justicia e Instrucción Pública de la Nación, cargo que ocupó durante un año. Posteriormente fue vicepresidente del Banco de la Nación Argentina.
En el año 1931 fue candidato a gobernador de su provincia, en una fórmula acompañada por Juan Carlos Rivero, y que fue derrotada por el candidato oficialista, Luis Etchevehere.